# You.com
You.com（ユードットコム）は、カリフォルニア州パロアルトで構築されたプライバシー重視の検索エンジン。Web検索結果の一覧のみを表示する従来の検索エンジンとは対照的に、Webサイトのカテゴリを基に検索結果を要約する。

## 特徴
従来の検索エンジンのように、Web検索結果の一覧のみを表示するだけでなく、質問に対して自然な文章で回答を行う対話型人工知能が設置されている。

## YouChat
ユーザーがテキストボックスにテキストを入力し送信すると、様々なWebサイトからの情報を集約し、AI技術を活用して複雑な質問に対する詳細な説明、議論などを展開することができる。入力されたテキストに基づいて人間のようなテキストを生成することで、自然な会話を行い、話題に関連した適切な応答を行うことも可能である。
なお、回答は14か国語（日本語、英語、韓国語、中国語、フランス語、ドイツ語、イタリア語、ルーマニア語、ポーランド語、スペイン語、ポルトガル語、オランダ語、ギリシャ語、ロシア語）に対応可能。